# Thoma Thomai

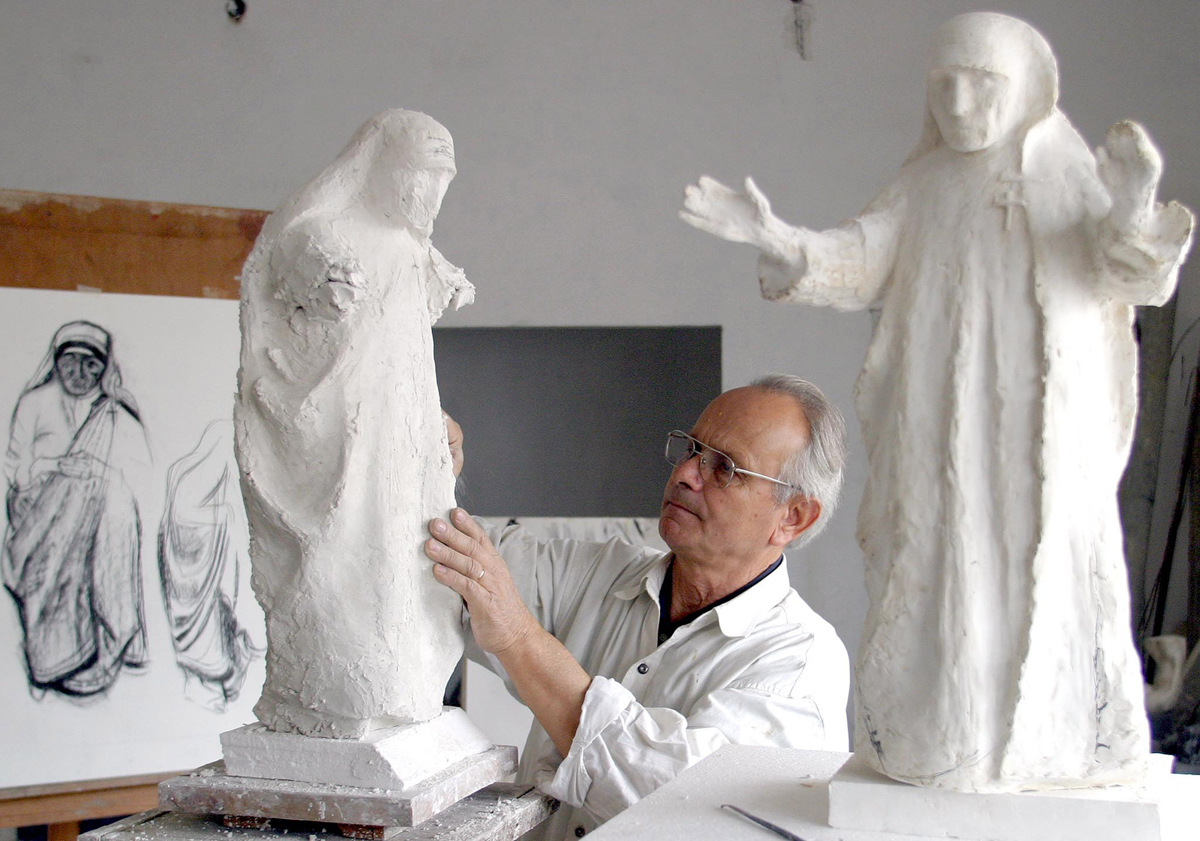
Thoma Thomai

Thoma Thomai Dhamo (* 1936 in Barmash, Kolonja, Albanien) ist ein albanischer Hochschullehrer und Bildhauer. Er gehört zu den bekanntesten Bildhauern Albaniens und schuf zahlreiche Statuen der katholischen Heiligen Mutter Teresa.

## Leben
Thoma Thomai studierte bis 1961 unter Otto Eckert Angewandte Bildhauerkunst an der Akademie der Schönen Künste, Architektur und Design in Prag. Nach seiner Rückkehr arbeitete er zunächst in einer Porzellanfabrik, bevor er 1969 das Atelier für Angewandte Kunst an der Akademie der Künste in Tirana gründete. Später war er als Fakultätsdekan für die Hochschule tätig. 1995 habilitierte sich Thomai.
Thoma Thomai nahm an zahlreichen internationalen Ausstellungen teil, unter anderem an der Mediterranen Biennale in Alexandria, einer Ausstellung für zeitgenössische Kunst Albaniens in Frankreich, einer Ausstellung für albanische Kunst in Rom, der Eurasischen Biennale in Ankara, der Kairoer Internationalen Biennale.

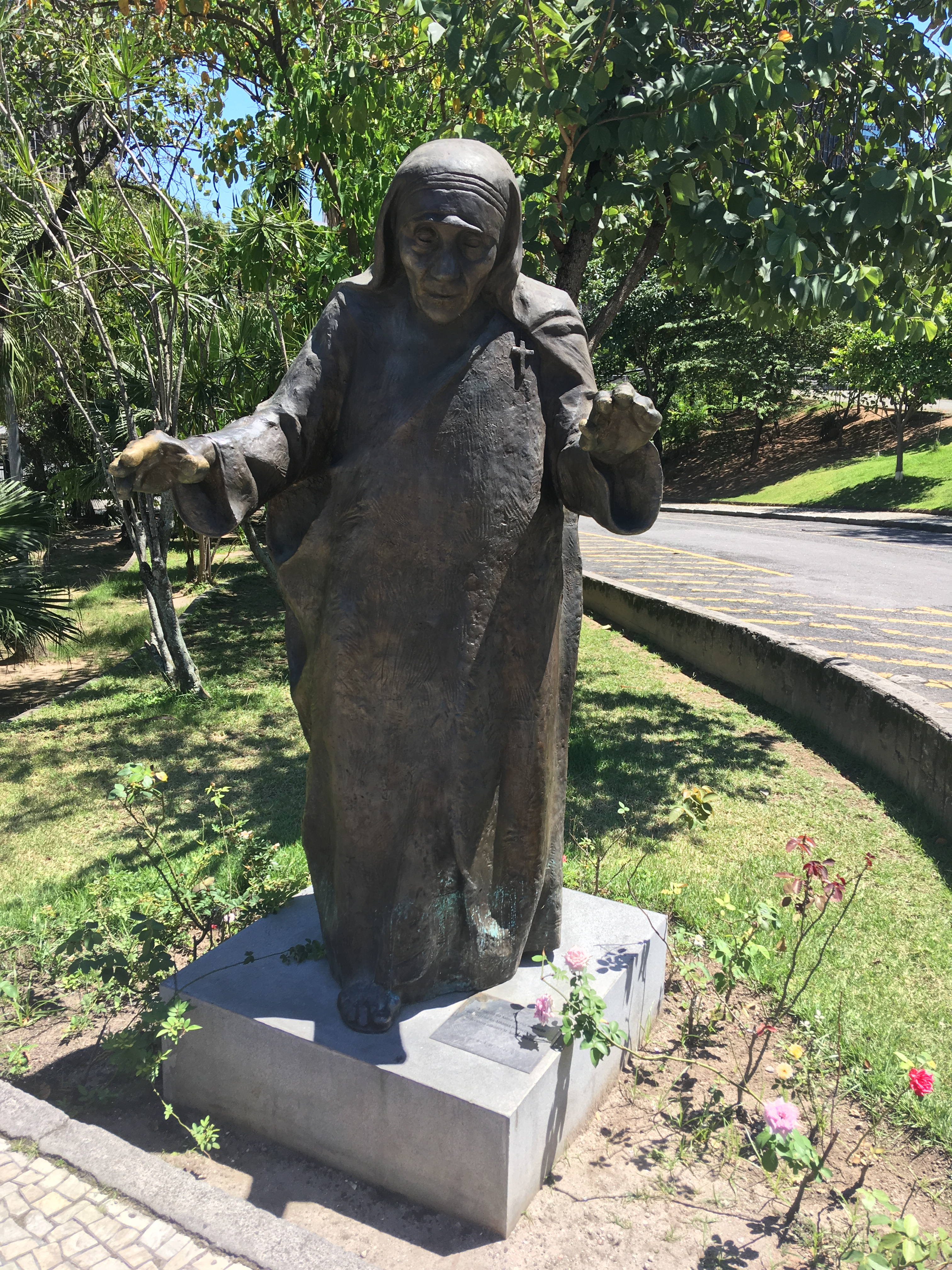
Mutter-Teresa-Statue in Rio de Janeiro

Thomai schuf einige Skulpturen, die bis heute prägend oder zumindest sehr sichtbar sind. Dazu gehören das Skanderbeg-Denkmal auf dem gleichnamigen Platz in Skopje (Nordmazedonien), das Denkmal der Märtyrer in Kičevo (Nordmazedonien) sowie Statuen Mutter Teresas am Flughafen von Tirana und der Kathedrale von Rio de Janeiro.